# Autonomija
Autonomija (grčki αὐτονομία autonomia, samostalnost) je pravni položaj/status određenog teritorija, socijalne ili ekonomske grupe po kome oni imaju pravo na samoorganiziranje (uključujući i donošenje vlastitih pravnih propisa) i samoupravljanje.
Na području državne teorije i prakse javlja se kao protuteža centralizirane državne vlasti. Tako različite vjerske, etničke, kulturne i ekonomske grupe uživaju autonomiju, relativnu nezavisnost u odnosu na središnju vlast. Neka ustanova ili teritorijalna jedinica je autonomna kad može unutar jedne šire društvene ili državne organizacije donositi obvezna pravna pravila. Za razliku od toga, samouprava se javlja kad neka ustanova ili teritorijalna jedinica ima pravo vođenja uprave i sudstva po pravnim pravilima koja su donijela druge vlasti.
Postoji nekoliko vrsta autonomije: Teritorijalna autonomija je kad ju uživaju pojedina cjelovita zempljopisna područja u državi; personalna u nekoj kompaktnoj skupini; kulturna kada neka skupina ima pravo koristiti djelatnosti koje čuvaju njenu individualnost (jezik, škole, prosvjetna i ekonomska djelatnost); politička kada neka grupa ima pravo donošenja pravnih spisa.
Autonomija na širem planu dovodi do organiziranja sampostalnog izvršavanja djelanosti jedne skupine. Autonomne pokrajine imaju političko pravo i zajamčen poseban položaj slanja predstavnika u vijeće neke države u kojoj se nalazi. Mnoge autonomne pokrajine ili regije sadrže narode koji inače nemaju svoju vlastitu državu (npr. Kurdi, Tibetanci ili Čečenci).
Primjeri autonomnih pokrajina su:
- Vojvodina
- Čečenija
- Tatarstan
- Jakutija
- Židovska autonomna oblast
- Abhazija
- Krim
- Kurdistan (Irak)
- Tibet
- Unutarnja Mongolija
- Sardinija
- Sicilija
- Trentino-Južni Tirol